# Черных, Герман Александрович
Ге́рман Алекса́ндрович Черны́х (род. 16 апреля 1994, Киреевск, Тульская область), также известен как Gary Grey и просто Gary, — российский видеоблогер, певец и актёр. Основатель тиктокерского дома XO Team.

## Биография
Герман Черных родился 16 апреля 1994 в Киреевске Тульской области. С детства занимался пением, играл на гитаре и на пианино.
В Туле был известен как рэпер «Герыч».
В 2012 году участвовал с песней «Осколки льда» в проекте «Звезда канала» на телеканале Disney и вышел в финал.
В марте 2018 года получил премию "Kids’ Choice Awards Россия"  в номинации «Любимая интернет-звезда российских зрителей».

### Личная жизнь
Состоял в отношениях с видеоблогером и певицей Мари Сенн, с которой познакомился, когда приезжал с другом на несколько дней в Киев. В 2017 году вместе с Мари Сенн запустил на YouTube семейное реалити-шоу «XO Life» рассказывающее о жизни начинающих видеоблогеров и ставшее первым реалити-шоу в русскоязычном сегменте этого видеохостинга.

## Фильмография
- 2013 — Дело врачей — Дима
- 2014 — Ботаны (телесериал, телеканал «Звезда») — Веласкес
- 2016 — Штрафник (телесериал, «Первый канал») — эпизод
- 2022 — Капельник (сериал, Premier, ТНТ) — Герман, руководитель дома видеоблогеров
- 2023 — Эта Любовь (фильм, премьера онлайн, в главной роли Станислав Шмелев) - Максим

### Дубляж
- 2018 — Эволюция Черепашек-Ниндзя — Микеланджело

## Премии и номинации
| Год  | Премия              | Номинация                                   | Номинант             | Результат | Ист.  |
| ---- | ------------------- | ------------------------------------------- | -------------------- | --------- | ----- |
| 2018 | Kids’ Choice Awards | Любимая интернет-звезда российских зрителей | Gary (Герман Черных) | Победа    | [ 3 ] |
| 2019 | Kids’ Choice Awards | Любимый российский музыкальный блогер       | Gary (Герман Чёрных) | Номинация | [ 8 ] |
| 2021 | Kids’ Choice Awards | Любимый «шип» года российских зрителей      | Eva Miller и Gary    | Номинация | [ 9 ] |